# Saint-Seurin-de-Palenne

Saint-Seurin-de-Palenne este o comună în departamentul Charente-Maritime, Franța. În 1 ianuarie 2022 avea o populație de 166 de locuitori.